# 삼군영
삼군영(三軍營)은 조선 후기에 형성된 중앙군이다. 훈련도감, 금위영, 어영청으로 구성되어 있었으며, 군은 한양에 거주하면서 왕을 호위하고, 궁궐을 지키고, 수도를 지키며, 치안을 유지하는 핵심적인 역할을 담당했다.

## 같이 보기
- 조선
- 조선군